# Minéralisation (pédologie)
Pour les articles homonymes, voir Minéralisation.

Cycle biogéochimique de la matière organique : minéralisation et humification participent au recyclage de cette matière. Le coefficient de minéralisation dépend non seulement des conditions pédoclimatiques mais aussi du niveau de restitution de la matière organique donc du système de culture appliquée à la parcelle. En région tempérée humide, sur sol de culture, ce coefficient peut varier de 0,4 à 2,5 p. cent. En région tropicale humide, il peut dépasser rapidement 10 p. cent.

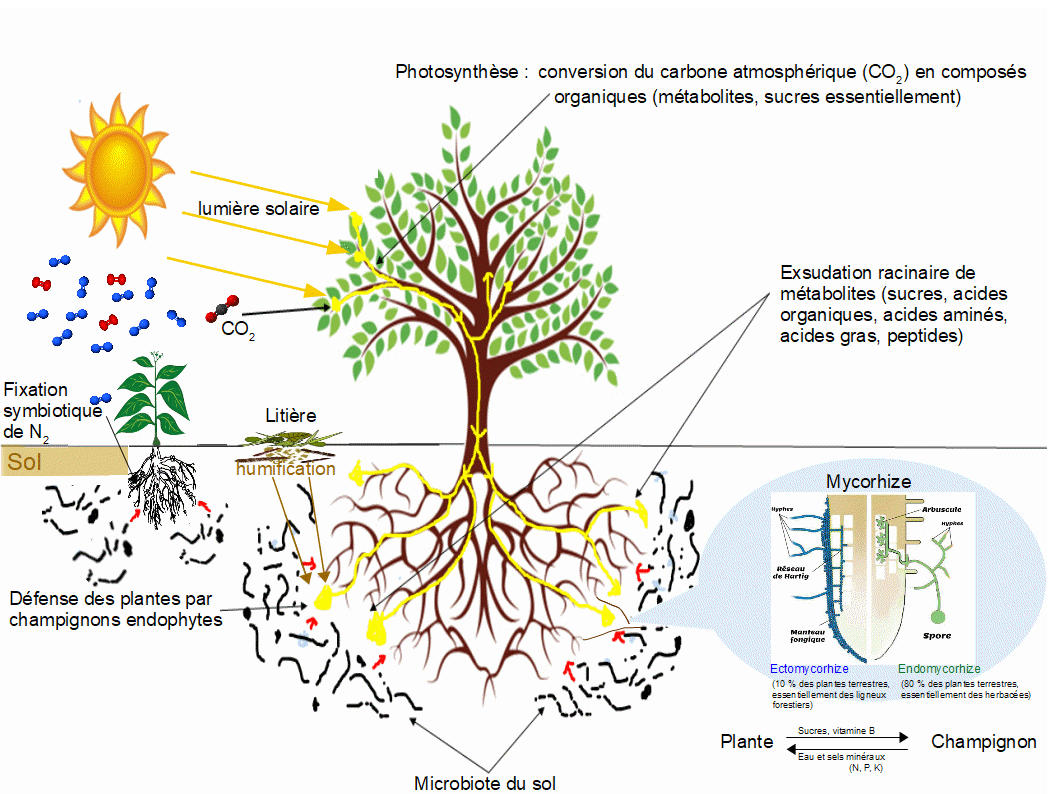
Le rôle du microbiote du sol est considérable et très varié : humification et minéralisation, mycorhization, fixation de l'azote atmosphérique, défense des plantes par champignons endophytes…

En agronomie et pédologie, la minéralisation est un ensemble de processus assurant la décomposition de la partie organique du sol, qui contient également une partie minérale. La biominéralisation correspond plus particulièrement à la biodégradation ultime des substances organiques résultant d'une action biologique, c’est-à-dire impliquant des êtres vivants.
La minéralisation permet le retour du carbone et des autres éléments sous leur forme inorganique et donc à nouveau utilisables par les végétaux, des êtres vivants autotrophes. Processus naturel, la minéralisation peut être accélérée par un feu (combustion) ou être gérée par l'humain, par exemple pour produire un engrais naturel (principe du compostage).

## Processus
La matière organique fraîche du sol subit une double transformation à travers deux processus parallèles :
- la minéralisation dite primaire, qui transforme la matière organique en eau, sels minéraux (nitrates, phosphates, soufre réduit) et CO2 ;
- l'humification dite minéralisation secondaire, qui convertit les substances organiques n'ayant pas été directement détruites au cours de la minéralisation primaire.

L'humus stocke en effet momentanément la matière organique, qui est donc soustraite aux processus de minéralisation dite primaire ; mais cet humus ne s'accumule pas indéfiniment dans le sol, car il subit à son tour une biodégradation, plus lente, appelée minéralisation secondaire. Cette minéralisation secondaire est plus ou moins importante selon les conditions pédoclimatiques, et in fine transforme également ses éléments en eau, sels minéraux et CO2.
La minéralisation est précédée par le développement de la pourriture blanche sur les feuilles, et par la fragmentation des macro-débris, laquelle est principalement réalisée par des détritivores qui digèrent partiellement la cellulose : microarthropodes dont le nombre dépasse souvent 400 000 au m2 et qui perforent l'épiderme des feuilles (insectes de type collemboles capables de squelettiser les feuilles, acariens brouteurs de type Oribates), vers de terre, gastéropodes, macrorathropodes (larves de diptères, isopodes, diplopodes) qui agrandissent les ouvertures faites par les microarthropodes précédents et mangent 40 % de la litière en découpant les feuilles et attaquant les nervures, etc.
Lorsque les vers et les microarthropodes fragmentent les plus petits débris et les feces des autres brouteurs, ils stimulent le développement des décomposeurs (bactéries, champignons) sur tous ces microfragments. Se met alors en place la minéralisation proprement dite, qui implique ces décomposeurs. Ces derniers tirent l'énergie indispensable à leur développement de la dégradation enzymatique intervenant au cours des processus de respiration et de fermentation (aérobie ou anaérobie).
Au cours de la minéralisation primaire, les grandes molécules organiques (protéines, lipides, cellulose, lignine) subissent une dépolymérisation hydrolytique ou oxydative du fait de l'activité des décomposeurs :
- Les agents cellulolytiques attaquent la cellulose grâce à une exoenzyme, la cellulase. Ce sont essentiellement des bactéries et des champignons saprophages. Les bactéries cellulolytiques interviennent généralement dans des sols neutres ou légèrement alcalins ; les champignons prennent le relais dans les sols acides[9].

- Les agents lignolytiques hydrolysent la lignine. Ce sont essentiellement des champignons aérobies (mycélium de macrochampignons et champignons ectomycorhiziens) qui font partie de la pourriture blanche de la litière et l'humus[10].

Le processus complet s'achève avec la transformation des petites molécules organiques en éléments minéraux (N, P, K), avec libération d'eau et de CO2. Une fraction de la matière organique est plus difficilement transformée : elle correspond à des tanins et des résidus polyphénoliques des lignines combinés à des protéines et formant des pigments bruns (couleur des feuilles automnales).
La minéralisation secondaire (appelée aussi minéralisation de l'humus ou déshumification) utilise les mêmes processus chimiques que la minéralisation primaire, mais est plus lente (décomposition de 1 à 3 % de la matière humifiée par an alors que la minéralisation primaire décompose une litière améliorante sur une durée d'un à cinq ans). La recherche actuelle remet toutefois en cause cette classification basée sur la seule échelle de temps : la minéralisation et l'humification sont des processus complexes de décomposition progressive qui restent encore difficiles à appréhender.

## Vitesses de biodégradation et de minéralisation
Les temps moyens de biodégradation sont donnés dans les tableaux ci-dessous :
| Composés organiques initiaux | Temps approximatif de demi-vie |
| ---------------------------- | ------------------------------ |
| Sucres                       | 3 mois                         |
| Hémicelluloses               | 4 mois                         |
| Cellulose                    | 6 mois                         |
| Lignines                     | 1 an                           |
| Cires                        | 2 ans                          |
| Phénols                      | 7 ans                          |

| Substances humiques formées | Temps approximatif de demi-vie |
| --------------------------- | ------------------------------ |
| Acides fulviques            | 200 - 1000 ans                 |
| Acides humiques             | 200 - 1000 ans                 |
| Humine                      | plus de 2000 ans               |

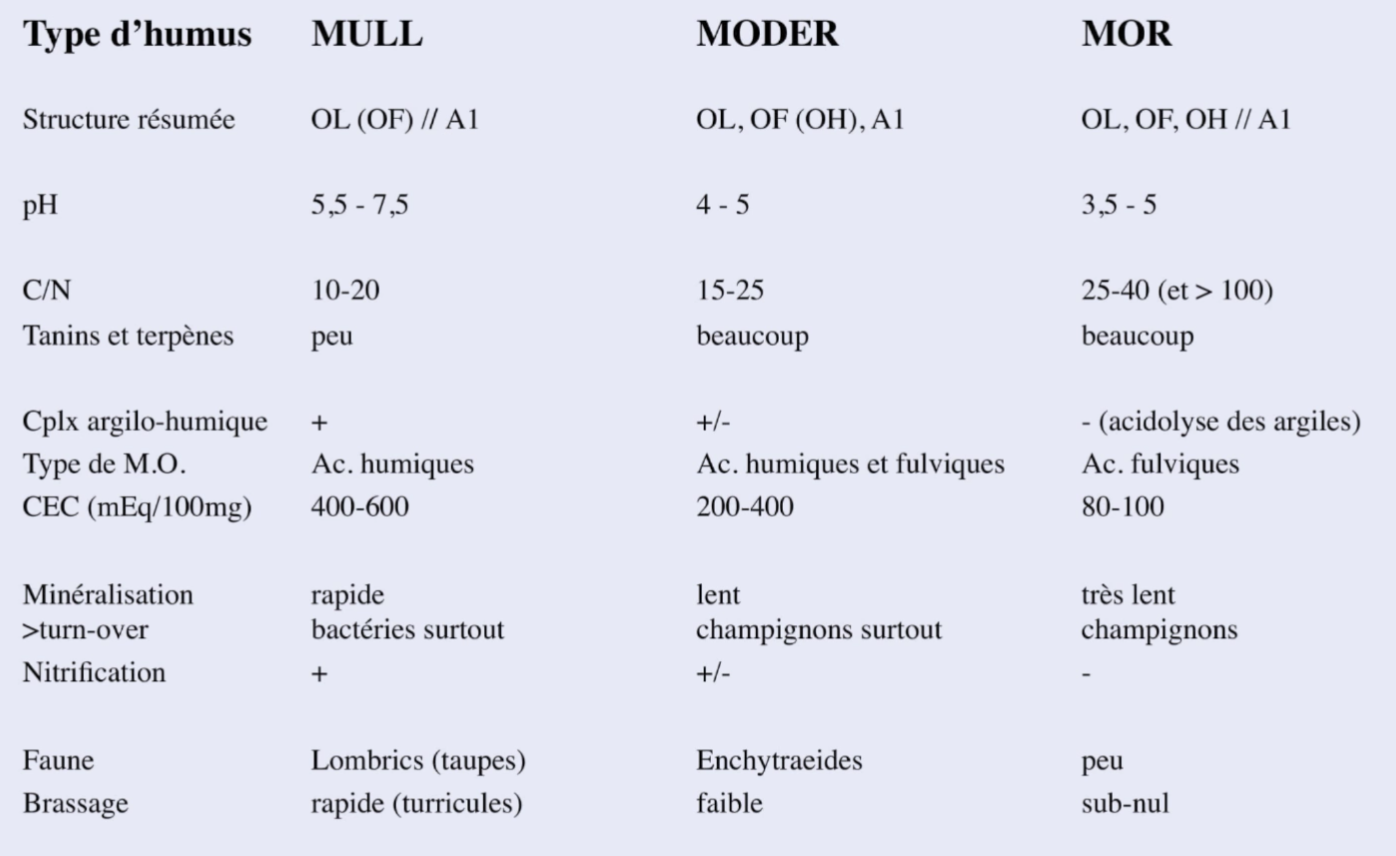
Les trois grands types d'humus jalonnent un continuum de situations fréquentes qui diffèrent par la structure pédologique, le pH du sol, le rapport C/N, les défenses chimiques contre les herbivores (tanins, terpènes), le complexe argilo-humique et sa capacité d'échange cationique (CEC), le taux de minéralisation et de nitrification, et l'intensité de la bioturbation.

Ainsi, « lorsqu'une feuille morte tombe au sol, certains de ses atomes de carbone retournent à l'atmosphère dans un délai de quelques semaines ou mois. D'autres vont être immobilisés quelque temps dans la solution du sol ou vont être incorporés dans des microorganismes. D'autres enfin vont être bloqués au sein de composés stables et seront encore là dans mille ans ! »
La matière organique se décompose plus ou moins rapidement selon le type d'humus. Dans un sol typique, près de 60 % de la matière organique est minéralisée en un an. La vitesse de minéralisation dépend beaucoup des caractères de l'humus, essentiellement de son pH, de son humidité et de son contenu biologique (rapport C/N). Le mull, ou humus doux (pH compris entre 5,5 et 8,5 : mull calcique qui a un pH basique ou mull forestier faiblement acide) est caractérisé par un rapport C/N faible (entre 10 et 20), une litière peu épaisse et une matière organique composée essentiellement d'acides humiques. La minéralisation et nitrification rapides (80 % de la litière est dégradée en un an dans une forêt tempérée) sont principalement l'œuvre de bactéries. Le moder (humus intermédiaire à pH compris entre 4 et 5) est caractérisé par un rapport C/N plus élevé (entre 15 et 25) et une matière organique composée d'acides fulviques et humiques. La minéralisation et nitrification lentes (80 % de la litière est dégradée en quatre ans)  sont principalement l'œuvre de champignons. Le mor ou humus brut (pH acide compris entre 3,5 et 5) est caractérisé par un rapport C/N très élevé (entre 25 et 40, parfois supérieur à 100) et une matière organique composée essentiellement d'acides fulviques (ne formant pas de complexe argilo-humique en raison de l'acidolyse des argiles). La minéralisation et nitrification très lentes (80 % de la litière est dégradée en 15 à 20 ans) sont principalement l'œuvre de champignons,,.